# Por el Futuro de Montenegro
Por el Futuro de Montenegro (en serbio y montenegrino: За будућност Црне Горе / Za budućnost Crne Gore) fue una coalición política formada para la elección parlamentaria de agosto de 2020. La lista común de la coalición para las elecciones de 2020 fue dirigida por un profesor universitario montenegrino, Zdravko Krivokapić.
Los miembros constituyentes de la coalición para las elecciones parlamentarias de 2020 eran dos alianzas: el Frente Democrático (integrado por Nueva Democracia Serbia, Movimiento por el Cambio, el Partido Demócrata Popular y Montenegro Verdadero), el Movimiento Popular (Montenegro Unido, Partido de los Trabajadores, grupo independiente en el parlamento, también algunos partidos menores de derecha, como DSJ y DSS) y el Partido Popular Socialista, que no forma parte de ninguna alianza, pero mantiene una estrecha colaboración con el recién formado Movimiento Popular. La coalición también cuenta con el apoyo de varias organizaciones no parlamentarias menores, como el ultraderechista Partido Radical Serbio de Montenegro, así como el ultraizquierdista Partido Comunista Yugoslavo de Montenegro, también de algunas ONG nacionales y culturales serbias de Montenegro, como el Consejo Nacional Serbio de Montenegro.
En 2023, la coalición se reeditó, pero esta vez conformada únicamente por Nueva Democracia Serbia, Partido Popular Democrático y el Partido de los Trabajadores.  

## Historia

### Orígenes
La coalición se formó en agosto de 2020 e inicialmente estuvo compuesta por dos alianzas: el Frente Democrático, el Movimiento Popular y el Partido Popular Socialista, que no formaba parte de ninguna alianza. El objetivo principal de la coalición era derrocar al gobernante Partido de los Socialistas Democráticos de Montenegro (DPS) del presidente Milo Đukanović, que había estado en el poder desde su fundación en 1991. Todos los partidos miembros de la coalición emplearon un discurso cultural y socialmente conservador más significativo, debido a crisis política montenegrina de 2020 y el conflicto abierto entre la Iglesia ortodoxa serbia y el gobierno montenegrino liderado por el DPS, tras la aprobación de la controvertida ley sobre el estatus de las comunidades religiosas en Montenegro, apoyando las protestas clericales de 2019-2020 en Montenegro y los derechos de la Iglesia Ortodoxa Serbia en Montenegro. Muchos medios de comunicación, analistas, pero también opositores políticos han etiquetado a la nueva coalición como la "lista de Vučić", porque los principales partidos de la nueva coalición tienen una cooperación muy estrecha con el gobierno populista liderado por el SNS en Serbia y varios integrantes de la nueva coalición estuvieron presentes en varias reuniones en Belgrado durante 2019 y 2020, organizadas por el presidente serbio (también presidente del SNS) Aleksandar Vučić, reuniendo a "líderes de comunidades serbias" en los países vecinos de Serbia.

### Victoria electoral
Las elecciones de 2020 resultaron en una victoria de los partidos de oposición y la caída del poder del gobernante DPS. Poco después del cierre de las urnas, antes de  que los resultados finales fueran publicados, el líder de la coalición Zdravko Krivokapić anunció la victoria de la coalición afirmando que "la libertad ha sucedido en Montenegro". En su discurso también afirmó que no habría revanchismo y también ofreció a partidos de minorías étnicas ingresar al nuevo gobierno. La coalición ganó el 32,55% del voto popular, lo que equivale a 27 escaños en el parlamento. Krivokapić y los líderes de las coaliciones La Paz es Nuestra Nación y Acción de la Reforma Unida, Aleksa Bečić y Dritan Abazović, acordaron durante una reunión varios principios sobre los que se apoyaría el futuro gobierno, incluida la formación de un gobierno tecnócrata, para continuar trabajando en el proceso de adhesión a la Unión Europea, luchar contra corrupción, la superación de la polarización de la sociedad y trabajar para cambiar la controvertida Ley de Comunidades Religiosas. También dieron la bienvenida a los partidos minoritarios de bosnios y albaneses de Montenegro, y desearon formar gobierno con ellos. La coalición también ganó 13 escaños adicionales en las elecciones municipales celebradas en Andrijevica, Budva, Gusinje, Kotor y Tivat.